# 박찬근 (기자)
박찬근(1991년 4월 26일 ~ )은 대한민국의 기자이다.

## 경력
- 2017년 ~ SBS 기자
- SBS 사회부 기자
- SBS 경제부 기자
- SBS 정치부 기자

## 방송
- 2020년 10월 31일 ~ 2021년 5월 1일 : 모닝와이드 (주말 진행)
- 2025년 7월 21일 ~ 현재 : 모닝와이드 (평일 진행)